# 利桑德羅·阿爾瓦拉多
利桑德羅·阿爾瓦拉多（西班牙語：Lisandro Alvarado，1858年9月19日—1929年4月10日），委內瑞拉醫師、博物學家、歷史學家、民族學家和語言學家。
自1980年5月14日起，他的遺體安置在委內瑞拉國家先賢祠。巴基西梅托的利桑德羅·阿爾瓦拉多中西部大學以其命名。